# Brasão de armas da Mongólia
O brasão de armas da Mongólia.

## Histórico dos brasões de armas da Mongólia

Brasão de armas da República Popular da Mongólia 1940 - 1941
Brasão de armas da República Popular da Mongólia 1941 - 1960
Brasão de armas da República Popular da Mongólia 1960–1992